# 브란트기아라
브란트기아라(Euryzygomatomys guiara)는 가시쥐과에 속하는 남아메리카 설치류이다. 아르헨티나 북동부와 브라질 남서부, 파라과이 남부에서 발견된다. 피셔기아라의 아종(E. s. guiara)으로 기술하기도 한다. 자연 서식지는 대나무 숲이다.